# 路德维希斯施塔特
路德维希斯施塔特，又称路德维希城，是德国巴伐利亚州的一个市镇。总面积58.73平方公里，总人口3489人，其中男性1713人，女性1776人（2011年12月31日），人口密度59人/平方公里。